# Juan Pablo Plada
Juan Pablo Plada Ricci (Maldonado, 6 agosto 1998) è un calciatore uruguaiano, centrocampista dell'Atenas.

## Caratteristiche tecniche
È un esterno sinistro.

## Carriera
Cresciuto nel settore giovanile del River Plate (M), ha esordito in prima squadra il 16 agosto 2019 disputando l'incontro di Primera División Profesional pareggiato 1-1 contro i Montevideo Wanderers.